# Pynthorumkhrah
Pynthorumkhrah é uma vila no distrito de East Khasi Hills, no estado indiano de Meghalaya.

## Demografia
Segundo o censo de 2001, Pynthorumkhrah tinha uma população de 22,108 habitantes. Os indivíduos do sexo masculino constituem 52% da população e os do sexo feminino 48%. Pynthorumkhrah tem uma taxa de literacia de 71%, superior à média nacional de 59.5%: a literacia no sexo masculino é de 75% e no sexo feminino é de 67%. Em Pynthorumkhrah, 14% da população está abaixo dos 6 anos de idade.